# Betty Burfeindt
Betty Burfeindt, född 20 juli 1945 i New York, är en amerikansk golfspelare.
Burfeindt växte upp i New York, på en gata där det till största delen bodde pojkar. Hon blev tidigt duktig inom många olika idrotter och började att spela golf när hon var tretton år gammal. Hon tog examen vid Cortland State University och arbetade under en kort period som lärare vid en skola i Florida samtidigt som hon tävlade som amatör i flera tävlingar.
Hon blev medlem på den amerikanska LPGA-touren 1969 där hon vann fyra tävlingar inklusive majortävlingen LPGA Championship 1973. Hon blev dessutom tvåa i flera andra proffstävlingar. Hennes bästa period i karriären var 1972 och 1973 då hon båda åren slutade på fjärde plats i LPGA-tourens penningliga. Hon lämnade LPGA-touren 1981 och är sedan dess golfinstruktör på The Springs Club i Rancho Mirage i Kalifornien.
Burfeindt var en långtslående spelare och två år i rad fick hon utmärkelsen "Best Driver" av tidningen Golf Digest och 1972 fick hon utmärkelsen "Most Improved Player" av samma tidning.
Vid sidan av sitt arbete som golfinstruktör arbetar hon som djur- och naturfotograf.

## Meriter

### Majorsegrar
- 1972 LPGA Championship

### LPGA-segrar
- 1972 LPGA Birmingham Centennital Golf Classic, Sealy LPGA Golf Classic
- 1973 LPGA Child and Family Service Golf Opens

| Majorsegrare genom tiderna                                                                                       |             |                 |              |               |
| 100 olika spelare har vunnit i damernas majortävlingar. Betty Burfeindt var den 41:a spelaren som vann en major. |             |                 |              |               |
| 1:a | 40:e        | 41:a            | 42:a         | 100:e         |
| Mrs. Lee Mida | Kathy Ahern | Betty Burfeindt | Hollis Stacy | Paula Creamer |
| Lista över golfens majorsegrare                                                                                  |             |                 |              |               |